# District de Sayō
Pour les articles homonymes, voir Sayo.
Le district de Sayō (佐用郡, Sayō-gun) est un district de la préfecture de Hyōgo au Japon.
Au 1er octobre 2014, sa population était de 17 843 habitants pour une superficie de 307,51 km2.

## Commune du district
- Sayō